# La Dame assise
La Dame assise ou La Femme assise est un personnage et une série de bande dessinée humoristique, par Copi.

## Historique
La Dame assise, créée par Copi, paraît dans le Nouvel Observateur à partir de 1965. Elle est publiée ensuite dans Charlie Mensuel et dans d'autres revues et magazines.
Elle paraît en albums aux éditions Albin Michel, aux Éditions du Square, aux éditions Dargaud.

## Propos
La « Dame assise » est un personnage féminin, constamment assise sur une petite chaise, de profil. De forme très stylisée, elle ne laisse apparaître qu'un gros nez, des cheveux raides tombant à la verticale, un corps esquissé, peu gracieux. 
Elle répond à des interlocuteurs de façon abrupte, par des propos concis et acérés, précis et drôles. 

## Jugements sur la série
Selon Henri Filippini, la Dame assise est sûrement la plus publiée des séries de Copi, « maître de l'absurde » ; avec une absence complète de décor et une grande sobriété du trait, cette série est d'une « économie de moyens rarement égalée ». Pour Filippini, cette série est assez à part dans la production française, et plus proche des strips américains.

## Albums
1. Et moi, pourquoi j'ai pas une banane ?, Éditions du Square, 1973.
2. Les Vieilles Putes, Éditions du Square, 1977 ; – Dargaud, 1985.
3. Du côté des vioques, Éditions du Square, 1978 ; – Dargaud, 1983.
4. La Femme assise, Éditions du Square - Albin Michel, 1981, 73 planches  (ISBN 2-226-01132-3) ; – Dargaud, 1984.

## Adaptations
- La Femme assise, adaptation au théâtre, mise en scène de Alfredo Arias, personnage interprété par Marilú Marini, en 1984.